# Shinjitai
Els Shinjitai (en japonès Shinjitai: 新字体, en Kyūjitai: 新字體, «forma de nous caràcters») són les formes de kanji usats en japonès des de la promulgació de la llista Tōyō kanji el 1946. Algunes de les noves formes que es troben en el Shinjitai també es poden trobar en el xinès simplificat, però el Shinjitai no és un canvi extensiu en tots els kanji i només és aplicable a un petit grup, a diferència del xinès simplificat.
El Shinjitai va ser creat per a simplificar els complicats caràcters Kyūjitai («forma de vells caràcters»). Els kanji sense simplificar són els equivalents als caràcters del xinès tradicional, i antigament s'anomenaven seiji (正字, caràcters correctes o adequats) i van passar per un procés (molt similar al xinès simplificat) reemplaçant el tsuruki (旁, part dreta del kanji) que indica la lectura on'yomi amb un altre caràcter de la mateixa lectura on'yomi però amb menys traços, o reemplaçat una secció complicada d'un caràcter amb un símbol més simple.A diferència del xinès simplificat on tots els nom personals són caràcters simplificats, el Kyūjitai encara és tolerat en nom personals japonesos (jinmeiyō kanji).
Hi va haver un grup d'altres simplificacions posteriorment, tot i que ja no va haver canvis des de la promulgació de la llista Jōyō kanji el 1981.